# Ryswick
Pour les articles homonymes, voir Rijswijk (homonymie).
Ryswick (en néerlandais : Rijswijk) est une ville et une commune néerlandaise en province de Hollande-Méridionale. La ville constitue la banlieue résidentielle du sud-est de La Haye, avec laquelle il est relié par la Rijswijkseweg (« route de Ryswick »). Au 31 janvier 2023, la commune compte 58 050 habitants.

## Géographie

### Communes limitrophes
| La Haye         |         | Leidschendam-Voorburg |
| Westland        | Ryswick | La Haye               |
| Midden-Delfland | Delft   |                       |

## Histoire
À Ryswick est signé le traité de Ryswick mettant fin à la guerre de la Ligue d'Augsbourg en 1697, par lequel la France obtenait notamment l'Alsace et Strasbourg, rendait leur indépendance et leur souveraineté au duché de Bar et au duché de Lorraine qui retrouvaient leur duc légitime Léopold Ier de Lorraine, et renonçait aux territoires conquis sans véritable droit par la politique des Réunions de Louis XIV.

## Économie
Ryswick abrite aussi une branche de l'Office européen des brevets qui traite les demandes de brevets européens. La ville abrite aussi des bureaux de la société pétrolière anglo-néerlandaise Shell.

## Transports et voies de communication

### Liaisons ferroviaires
- Station Rijswijk (nl)

## Personnalités liées à la commune
- Greetje Galliard, nageuse néerlandaise y est décédée.
- Anish Giri
- Sigrid Kaag, femme politique et diplomate néerlandaise.
- Adriaen van der Kabel
- Richard Knopper
- Lou Otten
- Teddy Scholten
- Hendrik Tollens
- Petrus Jacobus Franciscus Vermeulen (1847-1913), homme politique néerlandais y est décédé.

## Galerie

Ryswick
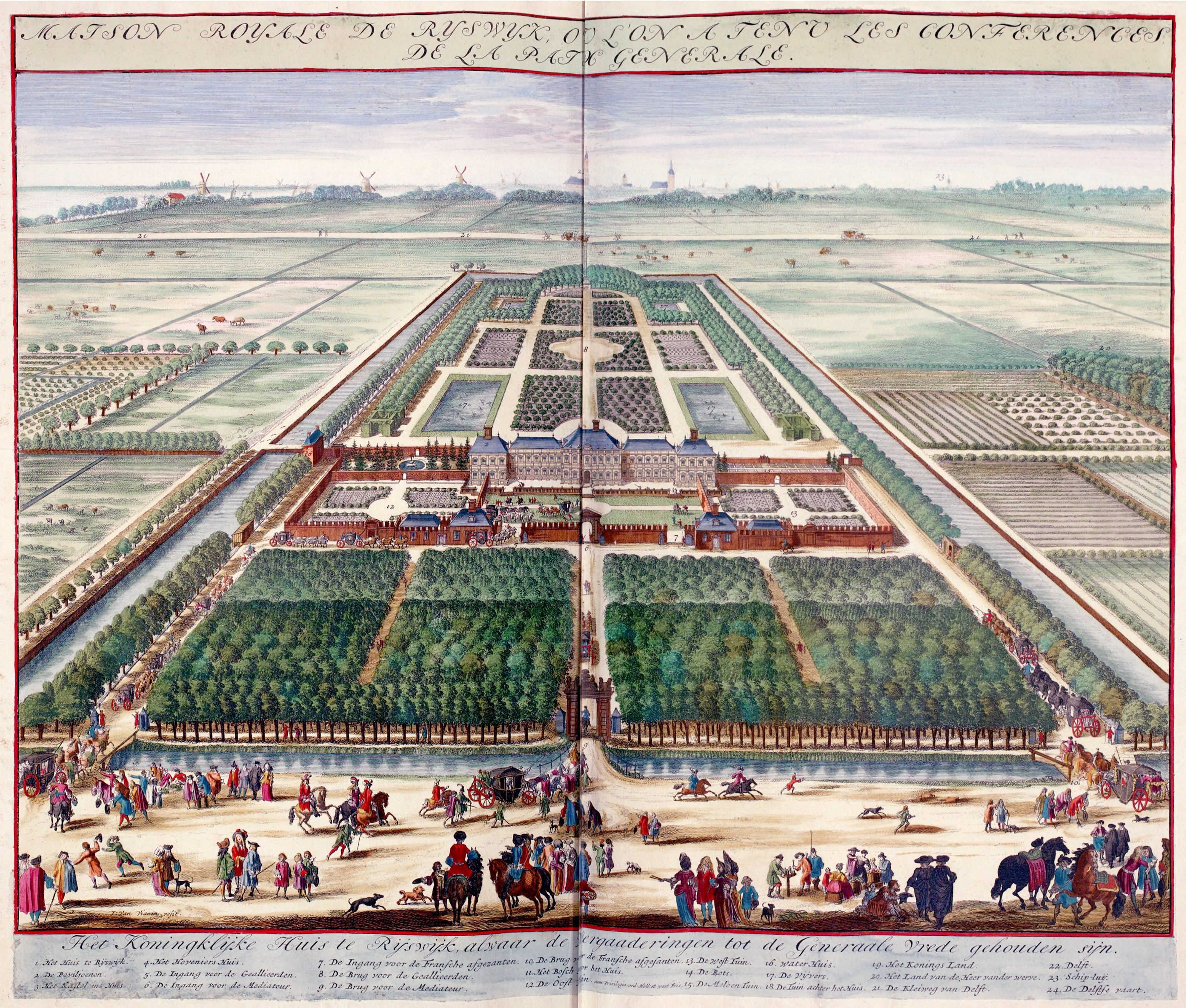
Huis ter Nieuwburg en 1697, lieu de discussion du traité de Ryswick.
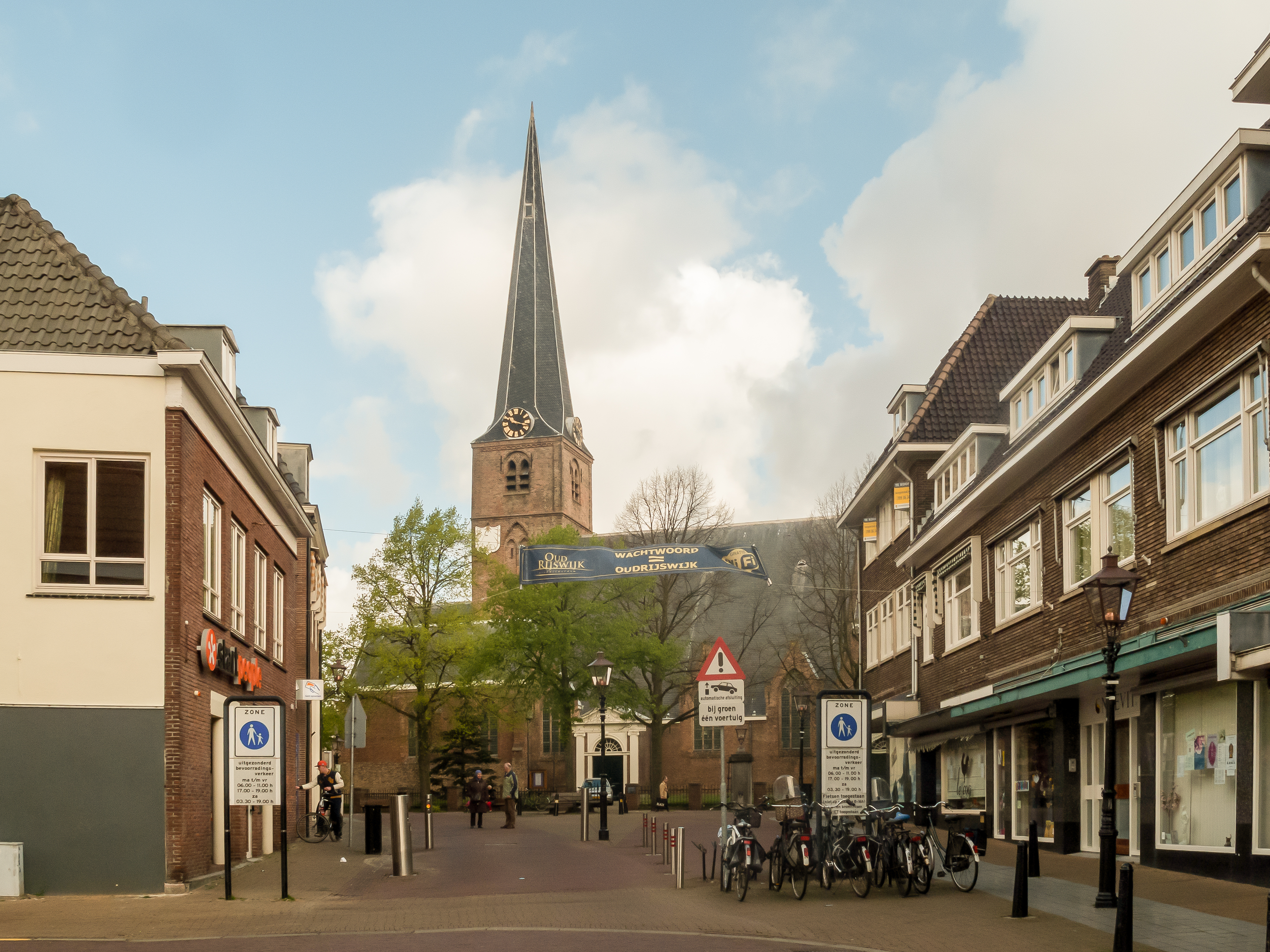
Oude Kerk.
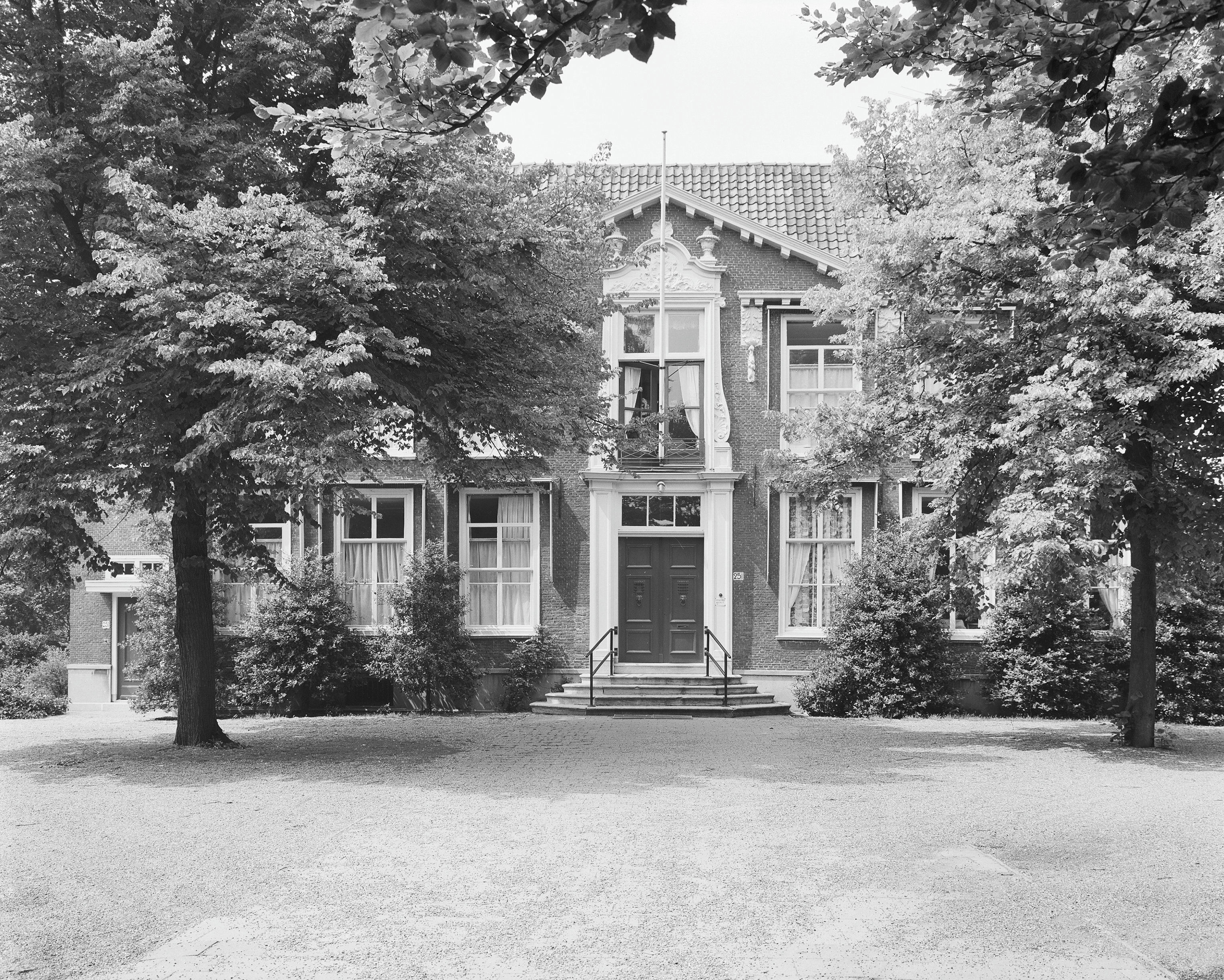
Cromvliet.